# Foersteria purpurea
Foersteria purpurea är en nässeldjursart som först beskrevs av Förster 1923.  Foersteria purpurea ingår i släktet Foersteria och familjen Mitrocomidae. Inga underarter finns listade i Catalogue of Life.